# الخط العربي وإشكالية النقد الفني
الخط العربي وإشكالية النقد الفني
كتاب ألفه الأستاذ إدهام محمد حنش، وقدم له الخطاط الموصلي الشهير يوسف ذنون. تحدث المؤلف فيه عن الخط العربي وإشكالية الفن، بدأ بمقارنة بين دراسة التاريخ ودراسة الفن واكتشاف كوامن كل منهما فالتاريخ زمن حتمي مستقيم والفن معطى إنساني وإنجاز إبداعي طليق، ثم بين التمييز بين (الكتابة العربية) و(الخط العربي)، وأورد إشارات لهذا التمييز من القرآن الكريم، وكذلك إشارات من (ابن خلدون) و(الصولي) وغيرهما، تشير إلى التمييز بين الكتابة والخط، حيث أكد ابن خلدون على أن فن الخط هو غير ملكة الكتابة على الرغم من أنه وضع الإثنين في عداد الصنائع الإنسانية. فالكتابة عنده (رسوم وأشكال حرفية تدل على الكلمات المسموعة الدالة على ما في النفس)، بينما الخط -إضافة إلى ذلك- هو (صناعة شريفة) تقتضي التجويد الذي يكون الخط به قد خرج عن نمط الوراقين، وبعد عن تصنع المحررين، وخُيل أنه يتحرك وهو ساكن كما يقول أبو بكر الصولي. وتحدث عن الخط بين الصنعة والفن قائلا إن الخط وقع في مآزق فنية وإشكالية عديدة أبرزها: ازدواجية المفهوم التاريخي-الفني للخط العربي مما أدى بالتالي إلى تغليب المفهوم التاريخي على المفهوم الفني الأمر الذي نتج عنه غياب أو تلاشي أي مفهوم أو تصور (فني بحت) للخط العربي كخط قائم بذاته وله خصوصيته الذاتية. ومن جهة أخرى، شاع مفهوم تاريخي للخط العربي جعله حبيس الدراسات التاريخية، فشهد السياق التاريخي الطويل للكتابة العربية والخط العربي اهتماما دراسيا مكرورا يفوق كثيرا ما حظي به الخط كفن، مما انعكس سلبا على المفهوم الفني للخط، مكرسا تصورا معاصرا بأن الخط هو أثر تراثي وماضوي وهو أقرب إلى الصنعة منه إلى الفن.
ثم يتناول الكاتب جماليات هذا الفن ويتحدث عن بنية التكوين الفني لهذا الفن وعناصره وخصائصه وأبعاده.
طُبع بمطابع التعليم العالي بالموصل، ونُشر بواسطة مكتب الأمراء للنشر والدعاية والإعلان في بغداد.